# PTSトラベルナビ
株式会社PTSトラベルナビは、かつて東京都豊島区に本社を置いていたジェイティービー (JTB) グループの旅行会社・PTSの子会社である。

## 概要
日本全国に約170店舗を展開するPTSの旅行店舗および保険店舗を分割して「PTSトラベルナビ」として発足した。また、分社化前の2003年8月まではセゾングループの一員でもあったため、JTBグループではあるが、JTBグループ以外の他社の多様な商品も中立的な立場で販売をしていた。
そのような経緯があるため旧セゾングループの西友・西武百貨店をはじめとして、それ以外にもイオングループ・丸井・そごうなどの大型商業施設内における営業所を中心として店舗を展開していた。しかし、首都圏を中心とした営業体制とすることに伴う合理化で、一部の店舗は、2009年から2010年の間に、JTBトラベランド（当時）へ譲渡し、TL店舗に転換している。2011年には、転換店舗は地域会社運営のTLとなった。
2013年10月1日、 経営資源の統合と効率化及びさらなる事業価値の向上を目的に親会社のPTSと合併し、さらに合併先のPTSも後にJTBに統合されたためPTSブランドは消滅した。。

## 沿革
- 2006年（平成18年）11月 - 株式会社パシフィックツアーシステムズ（現・PTS）の子会社として設立。
- 2007年（平成19年）1月 - 株式会社PTSより、店舗事業・保険事業を吸収分割により継承し、事業開始。
- 2008年（平成20年）7月1日 - 外貨両替サービスを開始。
- 2013年（平成25年）10月 - 株式会社PTSに合併。